# Убла
Убла је пусто насеље у граду Требиње, Република Српска, БиХ.

## Становништво
Према попису становништва из 1991. године, мјесто је било пусто.
| Демографија- | Демографија- | Демографија- |
| Година       | Становника   | Становника   |
| ------------ | ------------ | ------------ |
| 1981.        | 0            |              |
| 1991.        | 0            |              |